# Doman LZ-5
Doman LZ-5 là một loại trực thăng thông dụng do hãng Doman Helicopters phát triển đầu thập niên 1950 tại Hoa Kỳ. Lục quân Hoa Kỳ định danh là YH-31, và sau là VH-31.

## Biến thể
- LZ-5
  - YH-31
- D-10B

## Tính năng kỹ chiến thuật (LZ-5)
Đặc điểm tổng quát
- Kíp lái: 1-2
- Sức chứa: 6-7 hành khách
- Chiều dài: 37 ft 11 in (11.57 m)
- Đường kính rô-to chính:    48 ft 0 in (14.64 m)
- Chiều cao: 10 ft 3 in (3.12 m)
- Diện tích cánh: 1,811 ft2 (168.3 m2)
- Trọng lượng rỗng: 2.859 lb (1.297 kg)
- Trọng lượng có tải: 5.210 lb (2.363 kg)
- Động cơ: 1 × Lycoming SO-580[2], 400 hp (298 kW)

Hiệu suất bay
- Vận tốc cực đại: 105 mph (169 km/h)
- Tầm bay: 244 dặm (392 km)
- Trần bay: 18.000 ft (5.490 m)
- Vận tốc lên cao: 1.300 ft/min (6,6 m/s)